# Polimerización catiónica
Polimerización catiónica es un tipo de crecimiento polimerizador en cadena en donde la molécula catiónica iniciadora, transfiere cargas a una unidad monomérica, formando nuevos enlaces, y en consecuencia volviéndose reactiva. Así reacciona con otras unidades monoméricas similares para formar un polímero. Los tipos necesarios de cationes polimerizadores son algo limitados, entre estos se incluyen: alcoxi-, fenil-, vinil-, y monómeros de alqueno sustituidos con 1,1-dialquil. La reacciones de polimerización catiónica, al igual que la polimerización aniónica, es muy sensitiva a los tipos de solventes usados. En específico, la habilidad del solvente para formar especies iónicas marcara la estabilidad de propagación de la cadena catiónica.
Esta técnica es usada en la producción de poliisobutileno y poli(N-vinilcarbazol)